# Santa Teresita Airport
Santa Teresita Airport är en flygplats i Brasilien.   Den ligger i delstaten Mato Grosso, i den centrala delen av landet, 1 200 km väster om huvudstaden Brasília. Santa Teresita Airport ligger 230 meter över havet.
Terrängen runt Santa Teresita Airport är platt åt sydväst, men åt nordost är den kuperad.Trakten runt Santa Teresita Airport är nära nog obefolkad, med mindre än två invånare per kvadratkilometer.. Det finns inga samhällen i närheten.
I omgivningarna runt Santa Teresita Airport växer huvudsakligen savannskog.